# Elachisina floridana
Elachisina floridana är en snäckart som först beskrevs av Alfred Rehder 1943.  Elachisina floridana ingår i släktet Elachisina och familjen Elachisinidae. Inga underarter finns listade i Catalogue of Life.